# Roots Manuva
Rodney Hylton Smith (n. Stockwell, Londres; 9 de septiembre de 1972), más conocido por su nombre artístico Roots Manuva, es un rapero y productor británico.
Sus composiciones han sido publicadas por el sello inglés Big Dada, y tienen un amplio aspectro de géneros, como el hip hop, trip-hop, dub, brithop y funk.

## Discografía

### Álbumes
- Brand New Second Hand (22 de marzo de 1999)
- Run Come Save Me (13 de agosto de 2001)
- Dub Come Save Me (8 de julio de 2002)
- Awfully Deep (31 de enero de 2005)
- Alternately Deep (13 de marzo de 2006)
- Slime & Reason (25 de agosto de 2008)
- Duppy Writer (6 de septiembre de 2010)
- 4everevolution (3 de octubre de 2011)

### Sencillos
- "Juggle Tings Proper" (22 de febrero de 1999)
- "Motion 5000" (5 de julio de 1999)
- "Witness (1 Hope)" (23 de julio de 2001)
- "Dreamy Days" (8 de octubre de 2001)
- "Colossal Insight" (17 de enero de 2005)
- "Too Cold" (21 de marzo de 2005)
- "Buff Nuff" (30 de junio de 2008)
- "Again & Again" (25 de agosto de 2008)
- "Let the Spirit" (27 de octubre de 2008)

### EP
- "Awfully De/EP" (24 de octubre de 2005)
- "Next Type Of Motion" (1995)

### Otros
- Badmeaningood Vol. 2 (7 de octubre de 2002) (19 piezas seleccionadas por Rodney Smith para la serie Badmeaningood)
- Back To Mine: Roots Manuva (24 de octubre de 2005) (18 piezas seleccionadas por Smith para la serie Back To Mine)
- The Blacknificent 7 (Riding Thru The Undaground) Dark Horizon Rekordz - con Seanie T, Rodney P, Skeme, Est'elle, Karl Hinds y Jeff3